# Rosenkranskaktus
Rosenkranskaktus (Rebutia narvaecensis) är en växtart i familjen kaktusväxter från Tarija i Bolivia. Arten odlas ibland som krukväxt i Sverige.

## Synonymer
Aylostera narvaecensis Cárdenas